# The Red Glove
The Red Glove é um seriado estadunidense de 1919, produzido pela Universal Pictures em 18 capítulos, dirigido por J. P. McGowan, categoria Western, estrelado por Marie Walcamp e Patrick H. O'Malley, Jr. O seriado foi baseado no romance "The Fifth Ace", de Isabelle Ostrander (creditada como Douglas Grant).
Este seriado é considerado perdido.

## Elenco
- Marie Walcamp - Billie

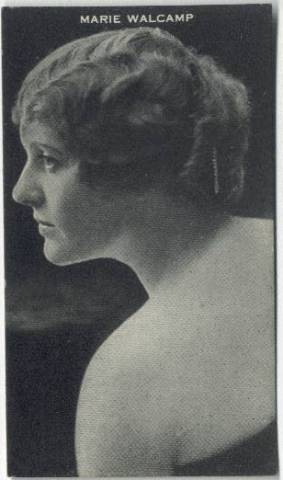
Marie Walcamp, protagonista de "The Red Glove".

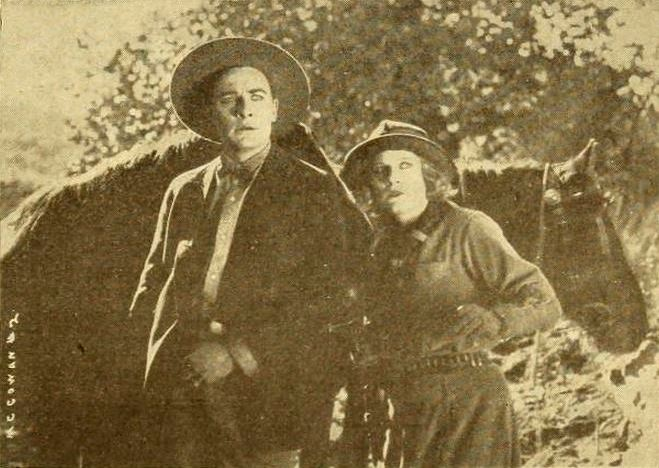
Cena do seriado, com Marie Walcamp e Patrick H. O'Malley, Jr

- Patrick H. O'Malley, Jr. - Kern Thodes (primeiros capítulos)
- Truman Van Dyke - Kern Thodes (últimos capítulos)
- Thomas G. Lingham - Starr Wiley
- Leon De La Mothe - The Vulture
- Alfred Allen - Gentleman Geoff
- Evelyn Selbie - Tiajuana
- William Dyer
- Andrew Waldron
- Edgar Allen

## Capítulos
1. The Pool of Mystery (ou The Pool of Lost Souls)
2. The Claws of The Vulture
3. The Vulture's Vengeance
4. The Passing of Gentleman Geoff
5. At The Mercy of A Monster
6. The Flames of Death
7. A Desperate Chance
8. Facing Death
9. A Leap For Life
10. Out of Death's Shadow
11. Through Fire and Water (aka In the Depths of The Sea)
12. In Death's Grip
13. Trapped
14. The Lost Millions
15. The Mysterious Message
16. In Search of A Name (aka In Deadly Peril)
17. The Rope of Death
18. Run To Earth

## Livro
O livro "The Fifth Ace", de Isabelle Ostrander (1883-1924), publicado pela W. J. Watt & Company, também foi publicado sob o título “The Red Glove”, pela Editora Grosset & Dunlap, 1918. Isabelle usava pseudônimos e, no caso desse livro, escreveu como “Douglas Grant”.